# Ewald Cebula
Pour les articles homonymes, voir Cebula.

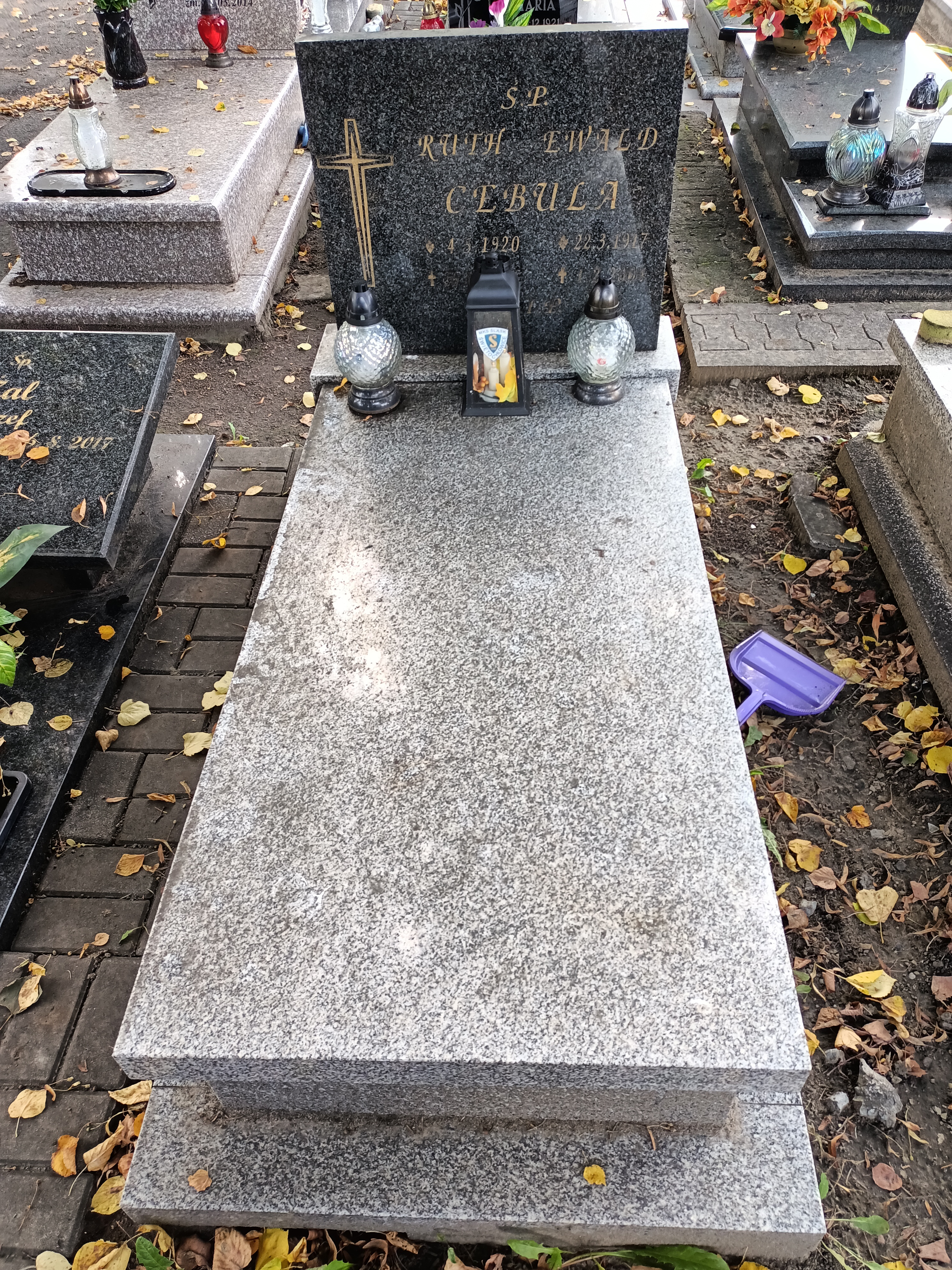

Edward ou Ewald Cebula (né le 22 mars 1917 à Schwientochlowitz en Pologne et décédé le 1er février 2004 à Chorzów) était un joueur et un entraîneur de football polonais.

## Biographie
Il joue 5 matchs avec l'équipe de Pologne et participe aux Jeux olympiques.
Il joue au KS Śląsk Świętochłowice et fait ses débuts internationaux le 4 juin 1939 à Varsovie, contre la Suisse (1-1). Cebula joue également le dernier match de la Pologne avant l'invasion allemande à Varsovie le 27 août 1939 contre la Hongrie (victoire 4-2). 
Sa carrière a une parenthèse en 1939, suivant la Seconde Guerre mondiale. Après la guerre, Cebula retourne en équipe polonaise, et participe aux Jeux olympiques de 1948 et de 1952. 
Le summum de sa carrière est au Ruch Chorzów où il joue à partir de 1948. Il gagne le championnat polonais en 1951 en tant que joueur, qu'entraîneur-joueur en 1952, et en tant qu'entraîneur en 1953. Il entraîne Ruch pendant un temps en 1960, où il gagne le championnat.